# Nikolaj Skvorcov
Nikolaj Valer'evič Skvorcov (in russo Николай Валерьевич Скворцов?; 28 marzo 1984) è un nuotatore russo.
È specializzato nella farfalla. Alle Olimpiadi di Atene nel 2004 è arrivato settimo nella finale dei 200 m farfalla.

## Palmarès
- Mondiali

Melbourne 2007: bronzo nei 200m farfalla e nella 4x100m misti.
- Mondiali in vasca corta

Indianapolis 2004: bronzo nella 4x100m misti.
Shanghai 2006: bronzo nei 200m farfalla.
Manchester 2008: argento nei 200m farfalla e bronzo nei 100m farfalla.
Istanbul 2012: argento nella 4x100m misti e bronzo nei 200m farfalla.
- Europei

Madrid 2004: argento nei 50m farfalla e bronzo nei 100m farfalla.
Budapest 2006: oro nella 4x100m misti, bronzo nei 100m farfalla e nei 200m farfalla.
Eindhoven 2008: argento nei 200m farfalla.
Budapest 2010: argento nei 200m farfalla e nella 4x100m misti.
- Europei in vasca corta

Vienna 2004: oro nei 200m farfalla e argento nei 100m farfalla.
Trieste 2005: bronzo nei 200m farfalla.
Helsinki 2006: bronzo nei 100m farfalla e nei 200m farfalla.
Fiume 2008: oro nei 200m farfalla e bronzo nei 100m farfalla.
Istanbul 2009: oro nei 200m farfalla.
Eindhoven 2010: bronzo nella 4x50m misti.
Stettino 2011: argento nei 200m farfalla.
Herning 2013: bronzo nei 200m farfalla.
- Europei giovanili

Malta 2001: argento nella 4x100m misti.
Linz 2002: argento nei 50m farfalla e nella 4x100m misti e bronzo nei 100m farfalla.